# 丽江千里光
丽江千里光（学名：Senecio lijiangensis）为菊科千里光属的植物，为中国的特有植物。分布于中国大陆的云南等地，生长于海拔3,000米至3,450米的地区，多生在高山草地，目前尚未由人工引种栽培。
其种加词“lijiangensis”意为“云南丽江的”。